# Coatonachthodes ovambolandicus
Coatonachthodes ovambolandicus (лат.) — вид мелких термитофильных коротконадкрылых жуков из трибы Corotocini (Aleocharinae). Единственный вид рода Coatonachthodes Kistner, 1968. Эндемик Африки.

## Распространение
Юго-западная Африка, Намибия (Овамболенд).

## Описание
Обладают уникальным по форме специализированным строением брюшка. Оно физогастрически увеличено и загнуто наверх и вперёд над головой жука. Кроме того, оно сверху похоже по форме на рабочего термита с 6 отростками, напоминающими ноги, и с 2 отростками, имитирующими усики (не считая своих настоящих 6 ног и 2 усиков). Назначение такого приспособления неясно, так как этот жук не покидает гнезда термитов и живёт в его тёмных внутренних камерах и ходах, где его внешность никем не будет визуально распознана Вид Coatonachthodes ovambolandicus обнаружен в гнезде термита Fulleritermes contractus (Nasutitermitinae, {Termitidae).. Род Coatonachthodes, к которому относится данный вид, принадлежит к подтрибе Corotocina и трибе Corotocini.